# Ізраїльська астрономічна асоціація
Ізраїльська астрономічна асоціація — неприбуткова організація в Ізраїлі, створена з метою поглиблення та поширення астрономічних знань.

## Історія

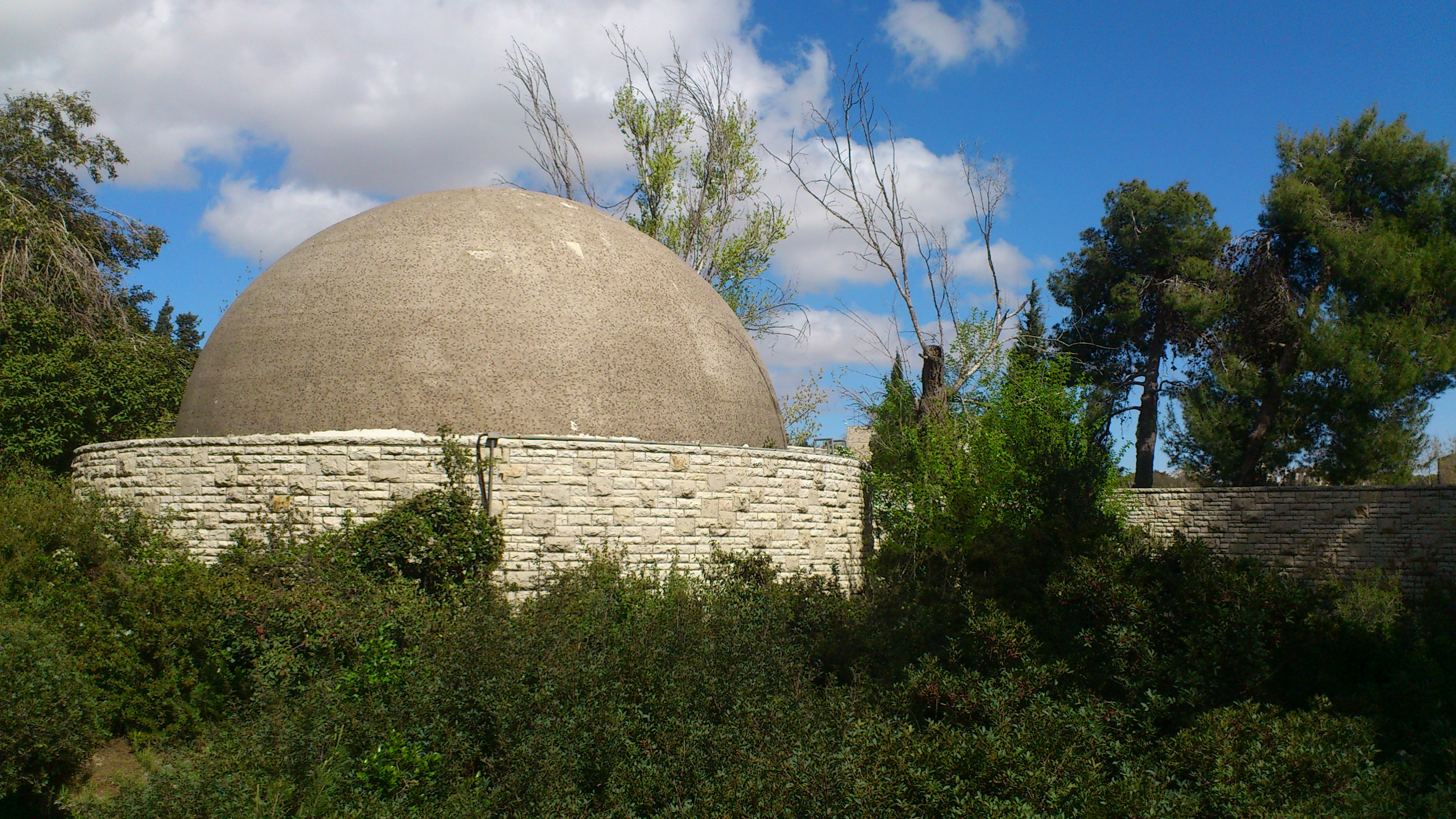
Планетарій Вільямса в Єрусалимі

Ізраїльська астрономічна асоціація була створена 28 травня 1951 року. Її заснувала група астрономів-аматорів, репатріантів з Німеччини та Чехії, у тому числі доктор Хайлбрунер і доктор Зайчик, який став першим головою Асоціації та пропрацював у ній багато років, до відходу за станом здоров'я. Рішення про перетворення Асоціації на всеізраїльську було прийнято в 1953 році в канцелярії президента Ізраїлю і за підтримки тодішнього прем'єр-міністра Давида Бен-Гуріона. Метою рішення було просування й поширення астрономії та дотичних наук у новоствореній державі.
Земельне Управління Ізраїлю надало у розпорядження Асоціації ділянку землі в Єрусалимі в районі Гіват-Рам, у місці, яке пізніше було передано під будівництво Єврейського університету. На цьому місці 1956 року побудували планетарій для Асоціації. Він був заснований на гроші родини Вільямс із банку Палестини (теперішнього банку Леумі).
Асоціації організовує з'їзди, курси, лекції та спостереження для всіх бажаючих. Також вона випускає журнал «Астрономія» — єдиний на сьогодні[коли?] астрономічний журнал на івриті.
У 1953 році Асоціація відкрила обсерваторію в кварталі Тальбія (Тальбіє) в Єрусалимі і почала заснування філій по всій країні. Вся діяльність членів Асоціації ведеться на добровільних засадах.
Через тимчасове припинення роботи асоціації та перенесення основної її діяльності в місто Гіватаїм, в 1986 році будинок планетарію перейшов до складу Єврейського Університету, на території якого він на той час опинився. Під владою Єврейського Університету опинився також телескоп Альберта Ейнштейна, переданий Асоціації 1962 року школою «Бен Шемен». Університетська влада віддала більшу частину площі планетарію під офіси, що призвело до того, що Ізраїльська Астрономічна Асоціація, а також родина Вільямса, подали дві судові скарги на владу університету (8514/90, 1574/98), щоб повернути планетарій під управління Асоціації[джерело?] та відновити у ньому астрономічну діяльність, але суд ухвалив залишити будівлі у володінні університету.
У 1967 році, після Шестиденної війни, урочисто відкрили астрономічну обсерваторію в Гіватаїмі в районі Гуш-Дан. Це місце було вибрано через його висоту над рівнем моря, а також через віддаленість від вологого узбережжя. Обсерваторія була заснована на гроші муніципалітету, Ізраїльської астрономічної асоціації та іноземних донаторів, які зібрав засновник та перший голова обсерваторії Йосі Фукс. З моменту створення обсерваторія управляється за посередництва мерії Гіватаїма. Голови Асоціації іноді ставали головами обсерваторії, серед них Хаїм Леві, Ноах Брош, Ілан Мануліс та Ігаль Патель.

## Основна діяльність

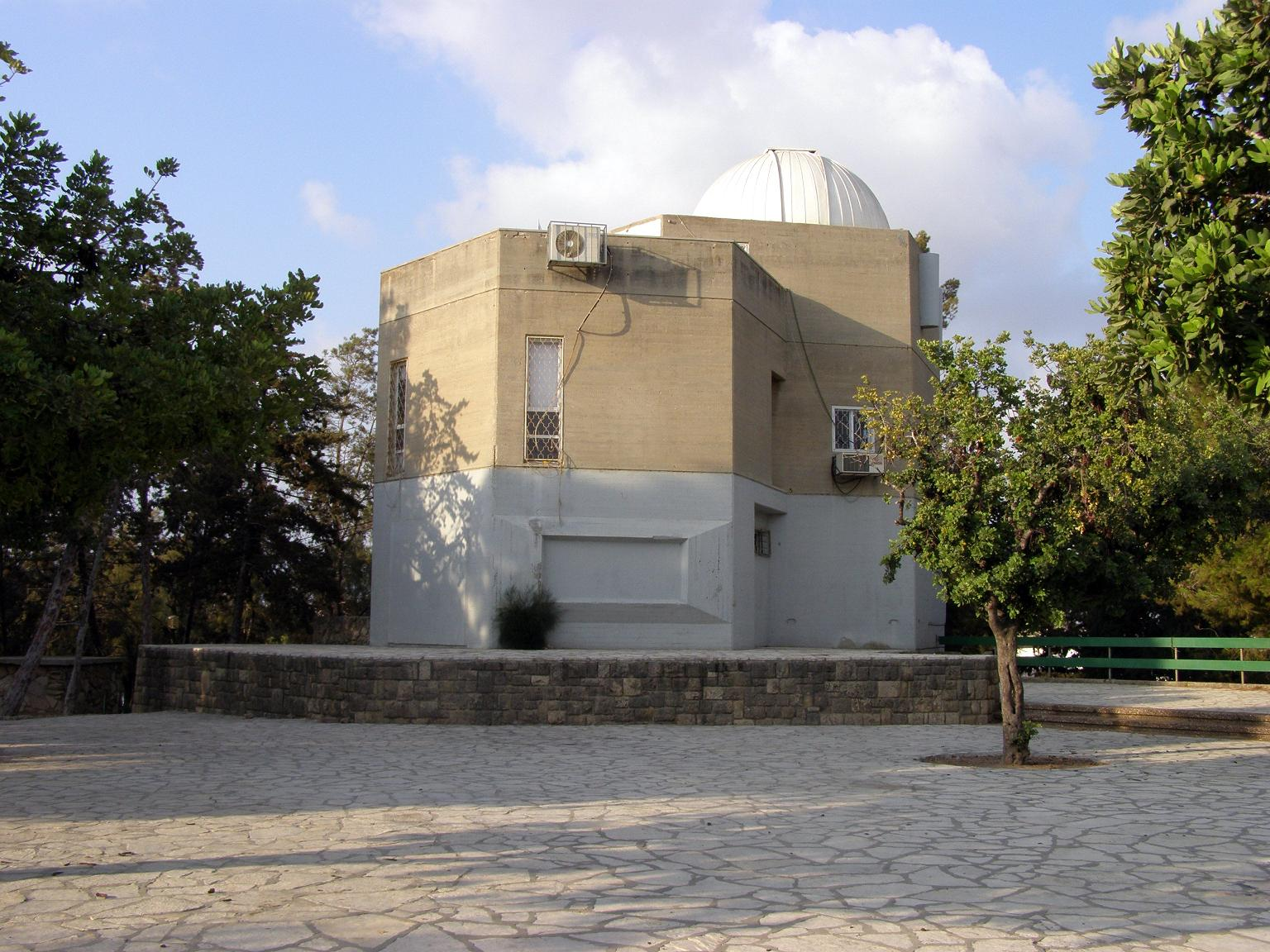
Астрономічна обсерваторія у Гіватаїмі

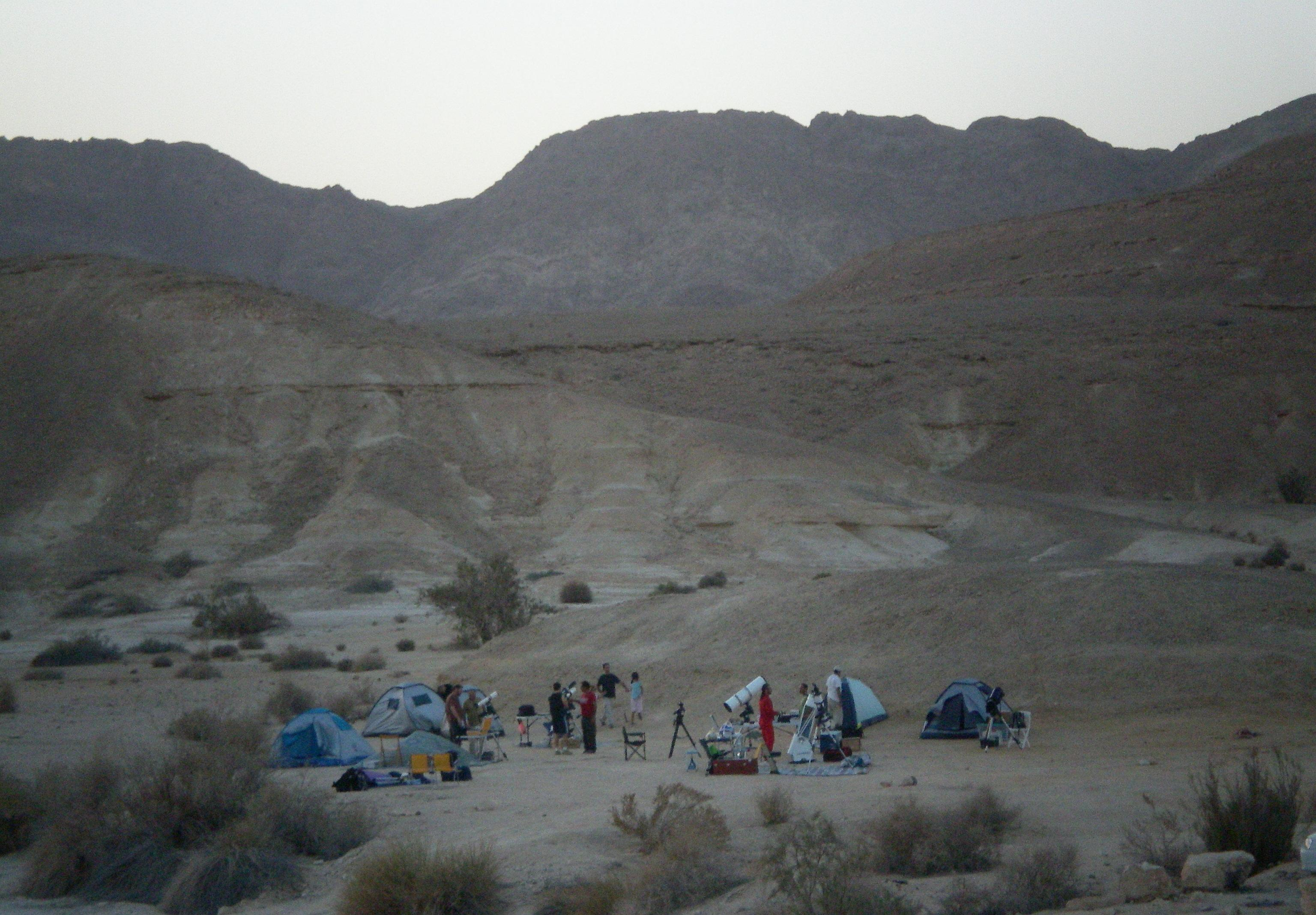
Ентузіасти готуються до нічного спостереження на півдні Ізраїлю, жовтень 2008 року.

Ізраїльська астрономічна асоціація налічує кілька сотень членів[джерело?]. Центром її діяльності є астрономічна обсерваторія у Гіватаїмі. Асоціація проводить загальнонаціональні астрономічні заходи, такі як організовані виїзні спостереження на півдні Ізраїлю, астрономічні вихідні, з'їзди та одноденні акції. Члени Асоціації організовують заходи «тротуарної астрономії»: виходять на вулиці міст із телескопами і безкоштовно показують усім охочим астрономічні об'єкти.
Асоціація випускає журнал «Астрономія» і щорічний альманах астрономічних подій, які видно з території Ізраїлю. «Інформаційний бюлетень Ізраїльського астрономічного товариства» розповсюджується раз на два тижні та містить оновлення щодо очікуваних визначних подій у небі, спостережень, лекцій та інших цікавих тем.
Асоціація фінансується з членських внесків, доходів від діяльності та іноді від фінансової допомоги Міністерства науки й інших спонсорів. Асоціація підтримує зв'язки з подібними спільнотами закордоном та з дослідницькими інститутами в Ізраїлі та за його межами.

## Секції
Асоціація включає кілька секцій:
- Секція спостережень за метеорами. У рамках цієї секції проводяться спостереження за метеорами та надсилаються регулярні звіти до Міжнародної метеорної організації. Секція проводить лекції про метеори, а також публікує прогнози метеорних дощів у журналі Асоціації та в Інтернеті.
- Секція змінних зір. Пік роботи цієї секції припав на 90-ті роки, коли її членами були п'ять постійних спостерігачів, які щороку надсилали десятки тисяч спостережних звітів з оцінками яскравості змінних зір до Американської Асоціації спостерігачів змінних зір. У 1992 році глава секції, Офер Габзо, встановив світовий рекорд, здійснивши понад 22 тисячі спостережень за один рік.
- Секція покриття зір Місяцем. Стежить за покриттями зір і планет за Місяцем і планує їх. Здебільшого ці спостереження не мають власної наукової цінності[джерело?].
- Секція вуличних спостережень, який проводить вуличні спостереження в жвавих районах у межах міжнародних заходів та на регулярній основі (зазвичай раз на місяць) з метою наблизити астрономію до широкої громадськості. Під час вуличних спостережень розміщують телескопи, де широка публіка може безкоштовно спостерігати за небесними тілами. Центральним фокусом вуличних спостережень асоціації є порт Тель-Авіва.
- Секція спостерігачів була створена в 2014 році з метою підготовки додаткових екскурсоводів для спостережень асоціації.